# Bataille de Dolinskoïe
La bataille de Dolinskoïe qui s'est déroulée à 25 kilomètres au nord-ouest de la capitale tchétchène Grozny, fut le premier engagement terrestre majeur de la première guerre tchétchène.

## Bataille
La bataille a commencé le 12 décembre 1994, lorsque six officiers (dont deux colonels) et 13 soldats des troupes aéroportées russes sont morts dans une attaque surprise au lance-roquettes multiples 9K51 Grad contre une colonne de véhicules blindés en progression de la 106e division aéroportée et de la 56e division aéroportée. La partie russe a immédiatement riposté en attaquant les positions tchétchènes avec des hélicoptères de combat et des avions d'attaque au sol.

## Conséquences
Le 22 décembre 1994, Dolinskoïe continuait de résister aux tirs russes. Les Russes ont perdu 21 soldats lors de l'attaque initiale et ont admis avoir perdu jusqu'à 200 hommes au cours de la bataille globale, selon le commandant tchétchène Hussein Ikshanov.